# 本田聖嗣
本田 聖嗣（ほんだ せいじ、1970年12月30日 - ）は、日本のピアニスト。東京都出身。

## 経歴・人物
5歳よりピアノを始める。麻布中学校・高等学校を経て、東京藝術大学音楽学部器楽科ピアノ専攻を卒業。
また、パリ国立高等音楽院（コンセルヴァトワール）にて、ミシェル・ベロフ、アンリ・バルダ、クリスチャン・イヴァルディらに師事し、ピアノ科と室内楽科を共に最優秀賞（プルミエ・プリ）を得て1等賞で卒業。併せて、高等演奏家資格 (DFS) を最優秀（トレ・ビヤン）の成績にて取得。
パリ国立高等音楽院在学中から、フランス各地で演奏活動を行い、オリヴィエ・メシアン一周忌コンサート、ミシュラン財閥家での公開コンサート、ラジオフランスによる第二次世界大戦中の現代音楽コンサート等に出演するなど幅広く活動を展開している。
日本においては、2000年に紀尾井ホールにおけるソロリサイタルでデビュー。パリと東京両方を拠点とし、フランス・日本でリサイタルを開き活躍している。
2004年度よりヤマハ音楽振興会マスタークラス講師として、後進の育成にも努めている。日本大学芸術学部音楽学科ピアノコースの講師も務める。得意のトークを生かして、ラジオ番組にもレギュラー出演している。
鉄道や航空機などの乗り物好きとしても知られる。鉄道車掌形態模写を得意とする漫才師の中川礼二（中川家）を贔屓にしていることを明らかにしている。

## ディスコグラフィ
- 馥郁たるパリの香り（2003年）- ドビュッシーとプロコフィエフのアルバム
- Piano Collections FINAL FANTASY VII（2003年）- 植松伸夫作曲・浜口史郎編曲のアルバム
- 馥郁たるパリの香り2（2007年）- ドビュッシーとモンポウのアルバム、レコード芸術準特選盤
- 涼宮ハルヒの消失 Original Soundtrack（2010年）- Disc2にサティの「ジムノペディ」第1番 - 第3番、「グノシエンヌ」第1番～第3番、「ジュ・トゥ・ヴー」を収録
- Je ne t'aime pas あなたなんか愛していない（2020年）- 福田美樹子（ソプラノ）の伴奏を務めた、フランス歌曲のアルバム
- ふるさとの歌。こころの歌。（2021年）- 澤江衣里（ソプラノ）・中嶋克彦（テノール）の伴奏を務めたアルバム

## TV・ラジオ
- ぶるうかなりや[2]（WOWOW、2005年）- 音楽（作曲・演奏）担当
- コンテンポラリー・クラシック・ステーションOTTAVA OTTAVA fresco[3]（TBSラジオ、2007年4月 - 2013年3月）- 月 - 金曜日プレゼンター
- 大人の自由時間 火曜日「第②ニッポン国・独立宣言」（BS11デジタル、2007年12月 - 2009年4月2日）- バーテンダー 役
- クイズ!ヘキサゴンII（フジテレビ、2007年11月21日、2008年1月23日）
- クイズ雑学王（テレビ朝日、2008年9月-2009年2月）
- シリウスの道[4]（WOWOW、2008年）- 音楽（作曲・演奏）担当
- シューシャインボーイ[5]（テレビ東京系、2010年）- 音楽（作曲・演奏）担当
- 佐藤しのぶ 出逢いのハーモニー（テレビ神奈川）
- リサイタル・ノヴァ（NHK-FM放送、2012年4月 - 2018年4月1日）- 司会（支配人）
- コンテンポラリー・クラシック・ステーションOTTAVA OTTAVA Salone（OTTAVA株式会社、2014年10月 - 2018年10月）- 火曜日（2014年10月 - 2016年1月）、水曜日（2017年4月 - 2018年10月）プレゼンター
- OTTAVA Phonica[6]（OTTAVA株式会社、2015年2月 - 2015年9月）- プレゼンター
- Classic High![7]（OTTAVA株式会社、2015年2月 - ）- プレゼンター
- OTTAVA Mall[8]（OTTAVA株式会社、2015年10月 - ）- プレゼンター
- PrimeSeat/OTTAVA Liberta[9]（OTTAVA株式会社、2016年1月 - 2017年3月）- 月 - 水曜日プレゼンター
- OTTAVA for You[10]（OTTAVA株式会社、2016年10月 - ）- プレゼンター
- 琥珀[11]（テレビ東京系、2017年9月15日）- 音楽（作曲・演奏）担当
- OTTAVA Fresca[12]（OTTAVA株式会社、2018年11月5日 - ）- 月 - 水曜日(2018年11月5日 - 2023年9月27日)、水曜日(2023年10月2日 - )プレゼンター
- The World of OTTAVA（OTTAVA株式会社、2019年6月）-『アンダルシアにあこがれて』『クラシック作曲家ユーモアヒストリー』プレゼンター
- ベストオブクラシック（NHK-FM放送、2020年1月17日）- ゲスト出演[13]
- OTTAVA Sunday Special BBC Promsがやってくる！[14]（OTTAVA株式会社、2022年10月16日）- プレゼンター
- 3か月でマスターするピアノ（NHKEテレ、2024年10月2日 - 12月18日） - 講師[15]
- スイッチインタビュー（NHKEテレ、2025年3月21日・28日） - 中川家・礼二と[16]

## 動画
- 『Pianist in Paris.フランス留学シリーズ。』（YouTube、2021年6月 - ）- パリ留学時のあれこれを、本田が語る。聴き手は斎藤茂[17]

## インターネット配信
- 『楽譜の風景』#1-（2022年7月 - ）-『OTTAVA Accademia』の有料ウェビナー[18]

## その他
- CD『OTTAVA Selection vol.2 パリのクリスマス〜Christmas in Paris』（OTTAVAとナクソス・ジャパンの共同企画によるコンピレーション・アルバム、2014年11月）の選曲・ライナーノーツを担当した[19]。同シリーズの『vol.7 南フランスのバカンス〜Vacances dans le sud de la France』では、制作のためのクラウドファンディングを、2017年5月17日から31日まで募集。最終的には、のべ371人から76万4400円が寄せられた[20]。本田は選曲・ライナーノーツ[21]のほか、リターン（応援のお礼）の「南フランスの車窓から」（本田がフランスのバカンスをテーマにたっぷりと語る、解説（怪説）CD-R）も担当した。募集ページには、毎日、本田による随筆が掲載された。
- OTTAVAでは、早口だがノーブルな、教養あふれるトークの合間に、ダジャレを連発することで知られる。たとえば、「月曜日から金曜日まで（のOTTAVAの番組）は、サウンド・インターナショナル」（音・国際→おとこくさい→男臭い）[22]など。同じプレゼンターのゲレン大嶋は「この人のCPUはどうなっているんだろうと思うぐらい素晴らしい頭脳を持ったダジャレ王」と評した[23]。
- 『OTTAVA Salone』（2014年10月 - 2016年1月）や『PrimeSeat/OTTAVA Liberta』では「ビストロ・セイジ」のマスターを名乗っていた。本田によると「フランスで『レストラン』というとミシュランの星つきのような高級店。『カフェ』でも食事はできるが飲むところというイメージが強い。その中間にあるのが『ビストロ』。いわば気のおけないレストラン。ドリンク類もカフェのようにたくさんある。そんな気持ちをこめて『ビストロ』と名乗っている」とのこと[24]。
- 2014年9月より、『J-CASTニュース』（ジェイ・キャスト）に週刊コラム「日常は音楽と共に」を連載中[25]。
- サロン・コンサート「本田聖嗣定季演奏会」を自ら企画し、出演する。土曜日に開催するのが通例であったが、日曜日に開催してほしいという要望を受けて、2016年5月22日に番外編「ディマーシュ・スペシャル」が開催された。
  - 海峡と大洋を挟んで！ - 2015年4月4日に開催。ゲストは唐津健（チェロ）、山田麗（ソプラノ）[26]。
  - ピアニスト4人、3台のピアノに向かう。- 2015年7月4日に開催。ゲストは中川佳彦、佐々木京子、佐々木祐子。当日演奏された楽曲は、その日の夜に配信された『OTTAVA Phonica』で、OTTAVAのアーカイヴの音源により再現された。
  - 秋に響く歌声 - 2015年10月3日に開催。ゲストは澤江衣里（ソプラノ）。
  - スーパーホルン奏者、縦横無尽。クイズもあります⁈ - 2016年2月6日に開催。ゲストは福川伸陽（ホルン）[27][28]。
  - セイジ的な午後？ 各国を音楽でめぐります。- 2016年4月2日に開催。ゲストは岡本誠司(ヴァイオリン)[29]。
  - 番外編「ディマーシュ・スペシャル Vol.1」安江佐和子さんを迎えて「リズムが躍る春」 - 2016年5月22日に開催。ゲストは安江佐和子（パーカッション）と佐々木京子（ピアノ）[30][31]。「ディマーシュ」はフランス語で「日曜日」の意。
  - ピアニスト4人、再び2台のピアノに向かう。- 2016年8月6日に開催。ゲストは中川佳彦、佐々木京子、佐々木祐子[32]。
  - 秋の渋谷に響く、尺八の音色。- 2016年10月1日に開催。ゲストは三橋貴風（尺八）[33]。
  - 南フランスのバカンスの回想 - 2017年11月18日に開催。ゲストは塙美里（サクソフォーン）[34]。

- 2016年5月3日、ラ・フォル・ジュルネ会場におけるOTTAVAのオフエアイベント「至福の寝心地『レガリア』と美しきハープの調べ～英国至高の眠り『眠りの森の音楽会』」にパジャマ姿のコスプレで出演。睡眠障害の王様「OTTAVA3世」を演じ、協賛企業である大塚家具のベッド「レガリア」を宣伝した[35][36]。
- 2016年6月8日と15日、『PrimeSeat/OTTAVA Salone』（ともにプレゼンター：斎藤茂）の特設コーナー「IDC OTSUKA presents 家具の音楽、家具と音楽」にゲスト出演。ヨーロッパのアンティーク文化について語り、大塚家具有明本社ショールームの「逸品展」に出品されたアンティーク家具に似合うBGM（家具の音楽）を選曲、紹介した[37]。
- 『デジタル毎日』（毎日新聞社）内『クラシックナビ』の連載「OTTAVAの顔たち」で、「愛すべき知識たちが、滑舌のよい早口でこぼれ出す」ピアニストとして紹介された[38]。
- 雑誌『懸賞“食”なび』にインタビューが掲載された。主なテーマはフランスの食文化であったが、『孤独のグルメ』の大ファンだとも語った[39]。
- コンサート「オペラ歌手 紅白対抗歌合戦 〜声魂真剣勝負〜」第1回（2016年9月6日）以降の司会を務める[40]。